# Ernst Eduard Kunik

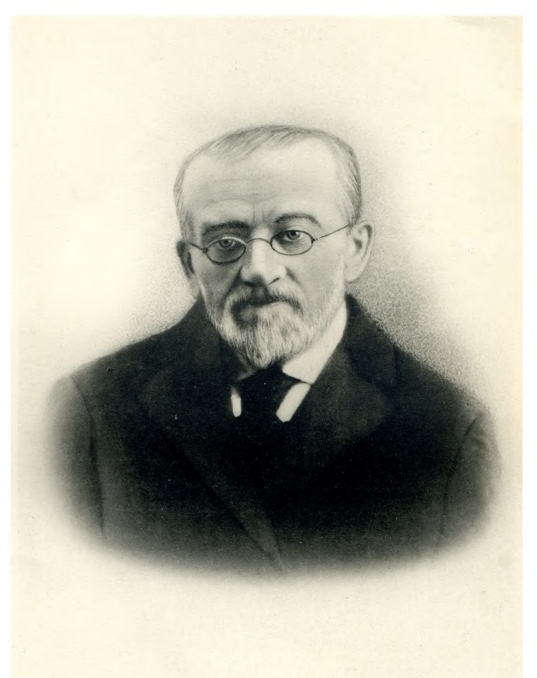
Ernst Kunik

Ernst Eduard Kunik, także Ernst-Eduard Kunick (ros. Арист Аристович Ку́ник Arist Aristowitsch Kunik, transliteracja naukowa Arist Aristovič Kunik; ur. 14 października 1814 w Gränowitz koło Jawora na Dolnym Śląsku; zm. 18 stycznia 1899 w  St. Petersburgu) – rosyjsko-niemiecki historyk i etnolog.

## Życiorys
Jego ojciec, Ernst Friedrich Kunik, był protestanckim właścicielem ziemskim posiadającym majątek koło Jawora na Dolnym Śląsku. Po ukończeniu gimnazjum w Legnicy oraz prawa na uniwersytecie we Wrocławiu i Berlinie, Kunik wyjechał w 1839 roku do Moskwy, aby studiować historię Rosji. Stało się to dzięki znajomości z rosyjskim panslawistą Michaiłem Pogodinem.
Od 1841 r. publikował w piśmie Pogodina „Moskwitanin” (m.in. analizę „Encyklopedii prawa” Newolina). W 1844 r. Kunik został mianowany adiunktem Akademii Nauk ds. historii Rosji, a od 1850 r. był już uznawany za wybitnego akademika. Następnie starszy kustosz Ermitażu, członek Komisji archeologicznej i jej redaktor ds. dokumentów obcojęzycznych.
W 1876 roku Kunik został doktorem honoris causa historii Rosji na Uniwersytecie Kijowskim. Najważniejszym dziełem Kunika jest „Die Berufung der schwedischen Rodsen durch die Finnen und Slaven” (St. Petersburg, 1844). Opowiedział się w niej jako przedstawiciel normańskiej (wikińskiej) teorii pochodzenia Rosji stosując po raz pierwszy historyczno-genetyczną metodę językoznawstwa do badania historii Rosji w formie, w jakiej została ona rozwinięta przez Jacoba Grimma.
W swoich późniejszych pracach historycznych, które niemal wszystkie ukazały się w Notatkach Akademii Nauk, Kunik szeroko korzystał z danych językowych, przywiązując szczególną wagę do badań porównawczych nazw geograficznych.
Mimo różnorodnej działalności naukowej Kunik nigdy nie pełnił funkcji nauczyciela akademickiego. Oprócz najważniejszej dziedziny jego pracy, czyli najstarszej historii Rosji, jego zainteresowania obejmowały także historię Polski, Ukrainy, Bizancjum i Bałtyku, a także historię monet rosyjskich. Metodę pracy historyka charakteryzowała naukowa dbałość o szczegóły i skrupulatność metodologiczna. Zastosowanie metod językowych do rozwiązywania problemów dotyczących najstarszej historii Rosji było wówczas czymś nowym i oryginalnym. Jednak mimo licznych publikacji Kunikowi nigdy nie udało się dorównać sukcesowi naukowemu swemu głównemu dziełu wydanemu w latach 1844/45. Jego późniejsze prace dotyczące tzw. kwestii normańskiej i innych zagadnień tworzą zespół indywidualnych badań nad szczegółowymi problemami. Zwięzłego przedstawienia, które sprawiło, że kwestia normańska stała się wiedzą powszechną i ugruntowaną wśród szerszej publiczności akademickiej, nie dokonał zatem Kunik, ale duński językoznawca Vilhelm Thomsen (Pochodzenie państwa rosyjskiego, Gotha 1879). Wynikało to z skrupulatności naukowej Kunika, która nie pozwalała mu na połączenie różnorodnych badań w spójne, obszerniejsze dzieło, w związku z tym dorobek Kunika w dziedzinie historii staroruskiej nie został za jego życia należycie doceniony.

## Publikacje (wybrane)
- Die Berufung der Swedischen Rodsen durch die Finnen und Slawen. Eine Vorarbeit zur Entstehungsgeschichte des Russischen Staates, St. Petersburg 1844.
- Wprowadzenie do: Briefe von Christian Wolff aus den Jahren 1719–1753, St. Petersburg 1860.
- О времени, в котором жил израильтянин Ибрагим Ибн-Якуб, 1878.